# 张笑天
张笑天（1939年—2016年2月23日），笔名纪延华、纪华、严东华，男，祖籍山东昌邑，生于黑龙江延寿，中国作家、编剧，中华人民共和国一级编剧，曾任长春电影制片厂编剧、副厂长，吉林省作协主席，吉林省文联名誉主席。2005年被中华人民共和国人事部、国家广播电影电视总局评为优秀电影艺术家。